# Aldo Fagiuoli
Aldo Fagiuoli (Custoza, 10 gennaio 1898 – Padova, 30 luglio 1964) è stato un allenatore di calcio e calciatore italiano, di ruolo difensore.
Aveva un fratello minore anch'esso calciatore, e per questo motivo era conosciuto anche come Fagiuoli I.

## Carriera

### Giocatore
Dal 1919 al 1927 ha giocato 156 partite con la maglia Padova. L'ultima partita in campo con il Padova è stata la sconfitta per 0-2 in casa  del Bologna.

### Allenatore
Ha allenato il Padova ed il Verona.